# モスクワ国際映画祭
モスクワ国際映画祭（モスクワこくさいえいがさい、Moscow International Film Festival、Московский Международный Кинофестиваль）は、ロシアのモスクワで2年に1度開かれる映画祭（1959年 - ）。非公認映画祭で、とりわけ2022年のロシアによるウクライナ侵攻以後は、ロシア政府のプロパガンダに利用されうる場として欧米を中心に批判を集めるようになった。

## 概要
かつては中小国の作品に上映機会を与えているとして一定の存在感を保ち、カンヌ・ベルリン・ヴェネツィアと並んで「世界四大映画祭のひとつ」などと呼ばれることがあったが、ロシア政府の介入が疑われる運営が疑問視され、現在ではFIAPF（国際映画製作者連盟）の公認する世界44の国際映画祭からも外されている。
1968年から1997年までウズベキスタンの首都タシュケントでは偶数年、モスクワでは奇数年に国際映画祭がおこなわれていた（ただし1935年と2000年は例外的に実施）。2021年に第13回タシケント国際映画祭（2022年に北野武が出席）としてFIAPF等の専門家のサポートを受け復活し、2023年時点で毎年の開催となっている。また、1958年にアフロ・アジアン映画祭（英語版）が開催されていたり、モスクワはチェコのカルロヴィヴァリ国際映画祭（英語版）とも開催年を分け合った時期が長い。（1959年 - 1993年）
最優秀作品賞、審査員賞、監督賞、男優賞、女優賞などの部門で受賞を決定する。

## 最優秀作品賞 受賞作品
1967年まではGrand prix（グランプリ）の名称で1作品もしくは2作品を選出。1969年からはGolden prize（金賞）と名前を変えて3作品が選出された（1987年は1作品のみ）。1989年からはGolden st. Georgeという名称になり、毎回1作品が選出されるようになった。
| 開催年            | 題名                                                    | 監督                                          | 制作国                                        |
| ----------------- | ------------------------------------------------------- | --------------------------------------------- | --------------------------------------------- |
| 1959年 （第1回）  | 人間の運命 Destiny of a Man                             | セルゲイ・ボンダルチュク                      | ソビエト連邦                                  |
| 1961年 （第2回）  | 裸の島 The Naked Island                                 | 新藤兼人                                      | 日本                                          |
| 1961年 （第2回）  | 晴れた空 Clear Skies                                    | グリゴーリ・チュフライ                        | ソビエト連邦                                  |
| 1963年 （第3回）  | 8 1/2 8½                                                | フェデリコ・フェリーニ                        | イタリア                                      |
| 1965年 （第4回）  | 戦争と平和 War and Peace                                | セルゲイ・ボンダルチュク                      | ソビエト連邦                                  |
| 1965年 （第4回）  | 24時間 Twenty Hours                                     | ゾルタン・ファーブリ                          | ハンガリー                                    |
| 1967年 （第5回）  | ジャーナリスト                                          | セルゲイ・ゲラーシモフ                        | ソビエト連邦                                  |
| 1967年 （第5回）  | Aра（父）                                               | イシュトヴァン・サボー                        | ハンガリー                                    |
| 1969年 （第6回）  | ルシア                                                  | ウンベルト・ソラス                            | キューバ                                      |
| 1969年 （第6回）  | Serafino                                                | ピエトロ・ジェルミ                            | イタリア・ フランス                           |
| 1969年 （第6回）  | Dozhivyom do ponedelnika                                | スタニスラフ・ロストツキー                    | ソビエト連邦                                  |
| 1971年 （第7回）  | 警視の告白                                              | ダミアーノ・ダミアーニ                        | イタリア                                      |
| 1971年 （第7回）  | 裸の十九才                                              | 新藤兼人                                      | 日本                                          |
| 1971年 （第7回）  | 黒い斑点のある白い鳥                                    | ユーリー・イリエンコ                          | ソビエト連邦                                  |
| 1973年 （第8回）  | Eto sladkoye slovo - svoboda!                           | Vitautas Zalakiavicius                        | ソビエト連邦                                  |
| 1973年 （第8回）  | Obich                                                   | リュドミル・スタイコフ                        | ブルガリア                                    |
| 1973年 （第8回）  | オクラホマ巨人                                          | スタンリー・クレイマー                        | アメリカ合衆国                                |
| 1975年 （第9回）  | 約束の土地                                              | アンジェイ・ワイダ                            | ポーランド                                    |
| 1975年 （第9回）  | デルス・ウザーラ                                        | 黒澤明                                        | ソビエト連邦                                  |
| 1975年 （第9回）  | あんなに愛しあったのに                                  | エットーレ・スコラ                            | イタリア                                      |
| 1977年 （第10回） | Az Ötödik pecsét                                        | ゾルタン・ファーブリ                          | ハンガリー                                    |
| 1977年 （第10回） | El puente                                               | フアン・アントニオ・バルデム                  | スペイン                                      |
| 1977年 （第10回） | Mimino                                                  | ゲオルギー・ダネリヤ                          | ソビエト連邦                                  |
| 1979年 （第11回） | エボリ                                                  | フランチェスコ・ロージ                        | イタリア・ フランス                           |
| 1979年 （第11回） | Siete dias de enero                                     | フアン・アントニオ・バルデム                  | スペイン・ フランス                           |
| 1979年 （第11回） | アマチュア                                              | クシシュトフ・キェシロフスキ                  | ポーランド                                    |
| 1981年 （第12回） | O homem que virou suco                                  | ジョアン・バティスタ・デ・アンドラーデ        | ブラジル                                      |
| 1981年 （第12回） | 無人の野                                                | グエン・ホン・セン                            | ベトナム                                      |
| 1981年 （第12回） | テヘラン 43                                             | アレクサンドル・アロフ ウラジミール・ナウモフ | ソビエト連邦・ スイス・ フランス              |
| 1983年 （第13回） | Amok                                                    | スウヘイル・ベン・バルカ                      | モロッコ・ ギニア・ セネガル                  |
| 1983年 （第13回） | アルシノとコンドル                                      | ミゲル・リッティン                            | ニカラグア・ メキシコ・ キューバ・ コスタリカ |
| 1983年 （第13回） | Vassa                                                   | グレープ・バンフィーロフ                      | ソビエト連邦                                  |
| 1985年 （第14回） | 炎628                                                   | エレム・クリモフ                              | ソビエト連邦                                  |
| 1985年 （第14回） | ソルジャー・ストーリー                                  | ノーマン・ジュイソン                          | アメリカ合衆国                                |
| 1985年 （第14回） | I kathodos ton ennea                                    | Christos Shopakhas                            | ギリシャ                                      |
| 1987年 （第15回） | インテルビスタ                                          | フェデリコ・フェリーニ                        | イタリア                                      |
| 1989年 （第16回） | シャボン泥棒                                            | マウリツィオ・ニケッティ                      | イタリア                                      |
| 1991年 （第17回） | Pegij pyos begushchij krayem morya                      | カレン・ゲヴォルキャン                        | ソビエト連邦・ ドイツ                         |
| 1993年 （第18回） | ぼくイワンできみアブラハム                              | ヨランド・ゾーベルマン                        | フランス・ ベラルーシ                         |
| 1995年 （第19回） | なし                                                    |                                               |                                               |
| 1997年 （第20回） | マイ・ルーム                                            | ジェリー・ザックス                            | アメリカ合衆国                                |
| 1999年 （第21回） | 生きたい                                                | 新藤兼人                                      | 日本                                          |
| 2000年 （第22回） | Zycie jako smiertelna choroba przenoszona droga plciowa | クシシュトフ・ザヌーシ                        | ポーランド・ フランス                         |
| 2001年 （第23回） | The believer                                            | ヘンリー・ビーン                              | アメリカ合衆国                                |
| 2002年 （第24回） | 復活                                                    | タヴィアーニ兄弟                              | イタリア・ フランス                           |
| 2003年 （第25回） | La luz prodigiosa                                       | ミゲル・エルモス                              | イタリア・ スペイン                           |
| 2004年 （第26回） | Svoi                                                    | ドミトリー・メスヒエフ                        | ロシア                                        |
| 2005年 （第27回） | 宇宙を夢見て                                            | アレクセイ・ウチーチェリ                      | ロシア                                        |
| 2006年 （第28回） | Om Sara                                                 | オスマン・カリム                              | スウェーデン                                  |
| 2007年 （第29回） | Travelling with pets                                    | ヴェラ・ストロジェワ                          | ロシア                                        |
| 2008年 （第30回） | TBe hamin sadegi                                        | レザ・ミル・キャリミ                          | イラン                                        |
| 2009年 （第31回） | ペーチャ、天国へ向かう                                  | ニコライ・ダスタール                          | ロシア                                        |
| 2010年 （第32回） | 黙して契れ(Hermano)                                     | マルセル・ラスキン                            | ベネズエラ                                    |
| 2011年 （第33回） | Las olas                                                | アルベルト・モライス                          | スペイン                                      |
| 2012年 （第34回） | Junkhearts                                              | Tinge Krishnan                                | イギリス                                      |
| 2013年 （第35回） | 小片(particle)                                          | エルデム・テレゲス                            | トルコ                                        |
| 2014年 （第36回） | 私の男                                                  | 熊切和嘉                                      | 日本                                          |
| 2015年 （第37回） | Каръци                                                  | イヴァイロ・フリストフ                        | ブルガリア                                    |
| 2016年 （第38回） | دختر                                                    | レザ・ミル・キャリミ                          | イラン                                        |
| 2017年 （第39回） | 塬上                                                    | 喬梁                                          | 中国                                          |
| 2018年 （第40回） | The Lord Eagle                                          | Eduard Novikov                                | ロシア                                        |
| 2019年 （第41回） | The Secret of a Leader                                  | Farkhat Sharipov                              | カザフスタン                                  |

## 日本映画関連の受賞
| 開催年           | 作品名                 | 監督         | 受賞内容                                         |
| ---------------- | ---------------------- | ------------ | ------------------------------------------------ |
| 1959年（第1回）  | 千羽鶴                 | 木村荘十二   | ソ連平和擁護委員会賞                             |
| 1959年（第1回）  | いつか来た道           | 島耕二       | 審査委員賞                                       |
| 1961年（第2回）  | 裸の島                 | 新藤兼人     | グランプリ                                       |
| 1963年（第3回）  | 非行少女               | 浦山桐郎     | 金賞                                             |
| 1965年（第4回）  | 手をつなぐ子等         | 羽仁進       | 審査員特別賞                                     |
| 1965年（第4回）  | 赤ひげ                 | 黒澤明       | ソ連映画人同盟賞                                 |
| 1967年（第5回）  | 白い巨塔               | 山本薩夫     | 銀賞                                             |
| 1969年（第6回）  | 橋のない川・第1部      | 今井正       | ソ連映画人同盟賞                                 |
| 1971年（第7回）  | 裸の十九才             | 新藤兼人     | 金賞                                             |
| 1981年（第12回） | 泥の河                 | 小栗康平     | 銀賞                                             |
| 1983年（第13回） | ふるさと               | 神山征二郎   | 最優秀男優賞（加藤嘉）                           |
| 1999年（第21回） | 生きたい               | 新藤兼人     | 金賞                                             |
| 2002年（第24回） | blue                   | 安藤尋       | 最優秀女優賞（市川実日子）                       |
| 2003年（第25回） | ふくろう               | 新藤兼人     | 特別功労賞、最優秀女優賞（大竹しのぶ）           |
| 2004年（第26回） | ホテル ビーナス        | タカハタ秀太 | コンペティション・ハースペクティブ部門最優秀賞   |
| 2009年（第31回） | ファースト・スクワッド | 芦野芳晴     | コメルサント賞受賞                               |
| 2013年（第35回） | さよなら渓谷           | 大森立嗣     | 審査員特別賞                                     |
| 2014年（第36回） | 私の男                 | 熊切和嘉     | 金賞、最優秀男優賞（浅野忠信）                   |
| 2017年（第39回） | 四月の永い夢           | 中川龍太郎   | 国際映画批評家連盟賞、ロシア映画批評連盟特別表彰 |
| 2023年（第45回） | この日々が凪いだら     | 常間地裕     | 最優秀女優賞（瀬戸かほ）                         |

## 外国で製作された映画の日本人受賞歴
| 開催年           | 題名               | 監督 | 受賞                     |
| ---------------- | ------------------ | ---- | ------------------------ |
| 2001年（第23回） | 華の愛〜遊園驚夢〜 | 楊凡 | 最優秀女優賞（宮沢りえ） |